# Coelichneumon heptapotamicus
Coelichneumon heptapotamicus là một loài tò vò trong họ Ichneumonidae.